# Hanif Kureishi
Hanif Kureishi (ur. 5 grudnia 1954 w Londynie) – angielski dramaturg, scenarzysta, reżyser filmowy, autor powieści i opowiadań.

## Życiorys
Pochodzi z rodziny pakistańsko-angielskiej.
W swojej twórczości porusza takie tematy jak rasa, nacjonalizm, imigracja i seksualność. Znany przede wszystkim dzięki dwóm filmom kinowym: Moja piękna pralnia Stephena Frearsa (1985, według scenariusza Kureishiego) i Intymność Patrice’a Chéreau (2001, według powieści Kureishiego Intimacy z 1998 roku), szokującym obyczajowo (w pierwszym przypadku homoseksualizm, w drugim anonimowy seks bez zobowiązań).
W Polsce w latach 1994–2010 wydano powieści: Budda z przedmieścia, Intymność, Czarny album i Dar Gabriela. W formie książkowej ukazał się także jego scenariusz do filmu Moja piękna pralnia.
Kureishi zasiadał w jury konkursu głównego na 49. MFF w Wenecji (1992) oraz na 62. MFF w Cannes (2009).